# 约翰·肯普
约翰·肯普（芬蘭語：Johan Kemp，1881年7月1日—1941年10月20日），生于赫尔辛基，芬兰男子体操运动员。他曾获得1908年夏季奥运会体操比赛男子团体全能铜牌。他于1941年在拉赫蒂去世。